# 443 v. Chr.
Portal Geschichte | Portal Biografien | Aktuelle Ereignisse | Jahreskalender | Tagesartikel

◄ |
6. Jahrhundert v. Chr. |
5. Jahrhundert v. Chr. |
4. Jahrhundert v. Chr. |
►

◄ | 460er v. Chr. | 450er v. Chr. | 440er v. Chr. | 430er v. Chr. |
420er v. Chr. |
►

◄◄ | ◄ | 446 v. Chr. | 445 v. Chr. | 444 v. Chr. | 443 v. Chr. |
442 v. Chr. |
441 v. Chr. |
440 v. Chr. |
► |
►►

## Ereignisse

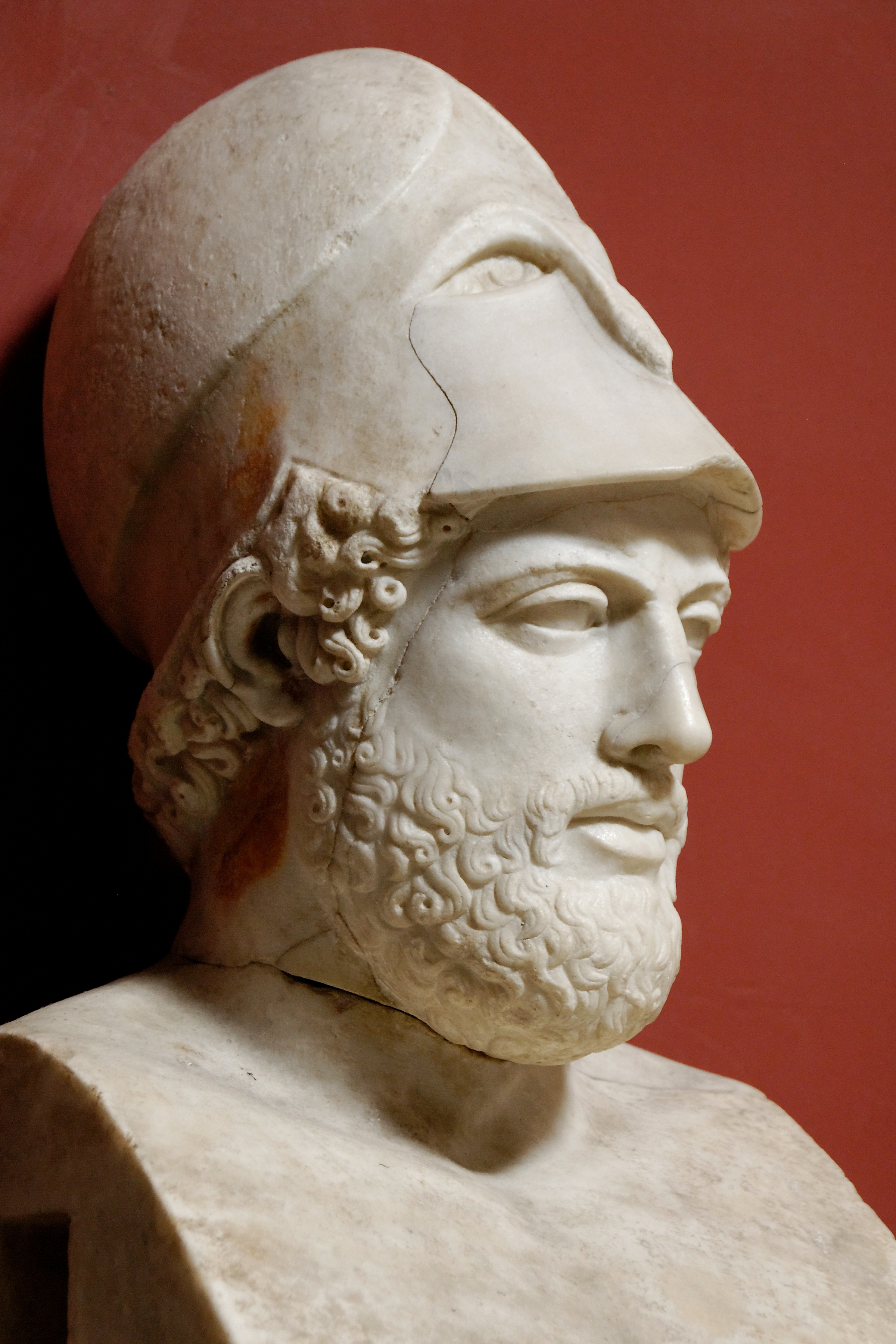
Herme des Perikles

- Der Politiker und Feldherr Thukydides wird durch ein Scherbengericht aus Athen verbannt. Perikles hat nun keinen ernstzunehmenden politischen Gegner mehr in der Stadt. Thukydides begibt sich zu König Archidamos II. nach Sparta.
- Eine Gruppe von Perikles entsandter griechischer Kolonisten unter der Führung von Lampon errichtet die Stadt Thurioi neu.

## Gestorben
- um 443 v. Chr.: Pindar, griechischer Dichter